# Mirny (Archangelsk)
Mirny (russisch Ми́рный; zu Deutsch friedlich) ist eine Stadt in Nordwestrussland. Sie gehört zur Oblast Archangelsk und hat 30.280 Einwohner (Stand 14. Oktober 2010). Die Stadt entstand im Zuge des Baus des nahegelegenen Kosmodroms Plessezk.

## Geografie
Die Stadt befindet sich etwa 300 km südlich der Oblasthauptstadt Archangelsk, nur wenige Kilometer vom Raketenstartplatz Plessezk entfernt. Die nächstgrößere Stadt ist das etwa 122 km südlich gelegene Njandoma. Im Südwesten der Stadt befindet sich der etwa 2,6 km lange 100 Meter breite See Pleszy.
Die Stadt Mirny ist der Oblast administrativ direkt unterstellt und gehört zu den Geschlossenen Städten Russlands.

## Geschichte
An der Stelle der heutigen Stadt Mirny befanden sich früher zwei kleinere Siedlungen. Eine von ihnen – das nach dem nahegelegenen See benannte Dorf Pleszy – wurde bereits in Dokumenten des russischen Zaren Peters des Großen im Jahr 1693 erwähnt. Im Jahr 1760 wurde hier die Kapelle der Kasaner Ikone der Gottesmutter (Часовня Казанской иконы Божьей Матери) errichtet. Bedeutend für die Region war der Bau der nahegelegenen Eisenbahnstrecke Moskau–Archangelsk, sowie die Errichtung der Eisenbahnstation in der Siedlung Plessezk im Jahr 1894.
Mit dem Beginn des Baus des geheimen Raketenstartplatzes Plessezk, entstand auf dem Gebiet seit 1957 eine Wohnsiedlung für die zivilen und militärischen Bediensteten.
Zu Beginn des Jahres 1958 wurde das Territorium unter die Führung des Verteidigungsministeriums der Sowjetunion gestellt. Insgesamt wurden in dem Gebiet, das vormals 18 kleinere Siedlungen umfasste, etwa 4000 Menschen umgesiedelt. 1960 wurde die Siedlung Mirny offiziell gegründet. Im Februar 1966 erhielt die Siedlung den Status eines Geschlossenen administrativ-territorialen Gebildes (Geschlossene Stadt). Die Existenz der Stadt wurde lange Jahre geheim gehalten. Erst im Jahr 1983 wurde sie, im Zuge der Veröffentlichung eines Artikel über das Kosmodrom in der Prawda, offiziell bekannt.

## Einwohnerentwicklung
| Jahr      | 1996   | 2000   | 2002 VZ | 2006   | 2010 VZ |
| --------- | ------ | ------ | ------- | ------ | ------- |
| Einwohner | 31.500 | 30.600 | 30.502  | 28.900 | 30.280  |

## Wirtschaft und Infrastruktur
In Mirny befinden sich fünf Schulen, ein Technikum, mehrere Hochschulzweigstellen sowie Sport- und Kunstschulen für Kinder. Des Weiteren gibt es vier Bibliotheken sowie ein Krankenhaus und eine Poliklinik. Das Stadtbild ist größtenteils von Plattenbauarchitektur geprägt. Von den mehr als 9100 Wohnungen befinden sich nur etwa 800 in Privatbesitz. Das Kosmodrom und die mit ihm verbundenen Einrichtungen sind immer noch Hauptarbeitgeber der Stadt. Zu dem nahegelegenen Bahnhof in Plessezk besteht eine Busanbindung.